# Stadio Nazionale del PNF
Le Stadio Nazionale est un ancien stade de Rome en Italie.

## Histoire
Le stade National est construit en 1911 et a une capacité de 50 000 personnes. Il est partiellement reconstruit en 1927 où il prend le nom de "Stade national du PNF" qu'il garde jusqu'en 1943. Après la guerre le stade est simplement dénommé Stadio Nazionale puis Stadio Torino à la mémoire de l'équipe du Torino Football Club disparue dans le drame du Superga.
Il accueille trois des 17 matches de la Coupe du monde de football de 1934, dont la finale entre l'Italie et la Tchécoslovaquie le 10 juin 1934.
Les clubs de la Lazio Rome et l'AS Rome y jouèrent leur matches à domicile avant de partir pour le Stadio Olimpico en 1952.
Le stade est démoli en 1957 et remplacé par le Stadio Flaminio.